# Neumania hickmani
Neumania hickmani är en kvalsterart som beskrevs av Marshall 1933. Neumania hickmani ingår i släktet Neumania och familjen Unionicolidae. Inga underarter finns listade i Catalogue of Life.